# Івуд Парк
І́вуд Парк (англ. Ewood Park) — футбольний стадіон у Блекберні, Англія. Домашня арена одного із клубів-засновників Футбольної Ліги та Прем'єр-Ліги «Блекберн Роверз». «Бродяги» грають на ньому з літа 1890 року, коли вони переїхали сюди з «Лімінгтон Роуд». Після остаточної перебудови у 1995 році стадіон повністю відповідає критеріям доповіді Тейлора.
Трибуни стадіону мають свої унікальні імена: Дарвенська (англ. Darwen End), Берегова (англ. Riverside Stand; таку назву трибуна отримала через те, що вона стоїть майже на березі річки Дарвен), Блекбернська (англ. Blackburn End) і трибуна Джека Волкера (англ. Jack Walker Stand), яка названа на честь колишнього власника «Роверз», за часів якого команда перемогла у Прем'єр-Лізі.
У 2005 році стадіон приймав матчі Чемпіонату Європи з футболу серед жінок. Тут відбулися два матчі групового етапу (за участю збірної Англії) та фінал турніру. Арена приймала чимало матчів за участю молодіжної збірної Англії.
У листопаді 2002 року Івуд Парк приймав міжнародний матч з регбіліг між збірними Великої Британії та Нової Зеландії.
Івуд Парк є третьою найстарішою ареною у Прем'єр-Лізі. «Енфілд» та «Стемфорд Брідж» були збудовані раніше (1884 та 1877 роки відповідно), хоча їх команди («Ліверпуль» та «Челсі») грають на цих стадіонах з 1894 та 1905 року.